# Robbie Dixon
Robbie Dixon (Vancouver, 4 gennaio 1985) è un ex sciatore alpino canadese, specialista delle discipline veloci e dello slalom gigante.

## Biografia
Nato a North Vancouver, in Nor-Am Cup ha esordito nella discesa libera di Lake Louise del 6 gennaio 2001 (62º) e ha colto la prima vittoria, nonché primo podio, il 12 dicembre 2005 a Panorama in supergigante. In Coppa del Mondo ha debuttato il 26 novembre 2006 nel supergigante tenutosi a Lake Louise, finendo 46º. Il 2 marzo 2008 ha ottenuto a Lillehammer Kvitfjell nella medesima specialità il suo miglior piazzamento nel circuito, classificandosi al 4º posto.
Ha partecipato ai Mondiali del 2009 a Val-d'Isère (20° in supergigante, 21° in slalom gigante, non ha concluso la combinata); nella stessa stagione ha ottenuto, il 14 marzo a Lake Placid, la sua ultima vittoria, nonché ultimo podio, in Nor-Am Cup, in slalom gigante. Ai XXI Giochi olimpici invernali di Vancouver 2010 è stato 24° nello slalom gigante e non ha concluso la discesa libera e il supergigante.
Il 3 dicembre 2011 a Beaver Creek ha bissato il suo miglior piazzamento in Coppa del Mondo, ancora in supergigante (4º), e il 18 gennaio 2014 ha disputato la sua ultima gara nel circuito, la discesa libera della Lauberhorn di Wengen (44º); la sua ultima gara in carriera è stato il supergigante di Nor-Am Cup del 14 marzo 2016 ad Aspen, che non ha completato.

## Palmarès

### Coppa del Mondo
- Miglior piazzamento in classifica generale: 43º nel 2010

### Nor-Am Cup
- Miglior piazzamento in classifica generale: 5º nel 2006
- 7 podi:
  - 4 vittorie
  - 2 secondi posti
  - 1 terzo posto

#### Nor-Am Cup - vittorie
| Data             | Località    | Paese       | Specialità |
| ---------------- | ----------- | ----------- | ---------- |
| 12 dicembre 2005 | Panorama    | Canada      | SG         |
| 13 dicembre 2005 | Panorama    | Canada      | SG         |
| 12 marzo 2009    | Lake Placid | Stati Uniti | SG         |
| 14 marzo 2009    | Lake Placid | Stati Uniti | GS         |

Legenda:

SG = supergigante

GS = slalom gigante

### Campionati canadesi
- 3 medaglie[1]:
  - 1 oro (supergigante nel 2009)
  - 1 argento (supercombinata nel 2009)
  - 1 bronzo (supergigante nel 2008)